# سبد حامل الراية
السبد حامل الراية (الاسم العلمي Caprimulgus longipennis)، هو طائر من فصيلة السبد. في النهار، يُعشَّشُ السبد حامل الراية ويجثم على الأرض. ليلًا يطير بحثًا عن الحشرات . يُبرِزُ الذكر قادِمَتين مديدتَين جدًا، يمكن أن تَبلُغا 50 سم طولًا. أما الريشتان فتُستخدمان في الاستعراضِ التزاوجي الذي يجري عند الشفق. وتسقُطان في نهاية موسم التناسل، يبلغ متوسط حجمها من 20 إلى 23 سم. وتستوطن الأحراج المفتوحة والسافانا، والسهول الساحلية، والأراضي القفرة الرملية أو الصخرية. تضع الأنثى بيضة أو اثنتين على الأرض، وتتغذى على حشرات طائرة صغيرة (خنافس وفراشات ليلية). الانتشار الجغرافي، أفريقيا، من السنغال إلى غرب إثيوبيا.